# Dolichopeza angustissima
Dolichopeza angustissima är en tvåvingeart som beskrevs av Alexander 1960. Dolichopeza angustissima ingår i släktet Dolichopeza och familjen storharkrankar. Inga underarter finns listade i Catalogue of Life.